# 旅顺大和旅馆旧址
旅顺大和旅馆旧址，位于辽宁省大连市旅顺口区太阳沟文化街30号，现为中国人民解放军驻军某部招待所，已列为辽宁省文物保护单位。

## 历史
旅顺大和旅馆旧址建于1903年俄占时期，最初楼上是俄籍华人富商纪凤台的住宅，楼下开设商店。1906年，改由满铁在此开设大和旅馆。1927年，川岛芳子与蒙古王爷之子甘珠尔扎布在此举行婚礼。1931年，溥仪从天津到旅顺，在此居住一个月。这里亦是日本关东军筹划满洲国政权的场所，满洲国重要人物郑孝胥曾在筹备建国期间在此下榻。1945年至1955年，此处为苏军警备执勤机关。

## 建筑

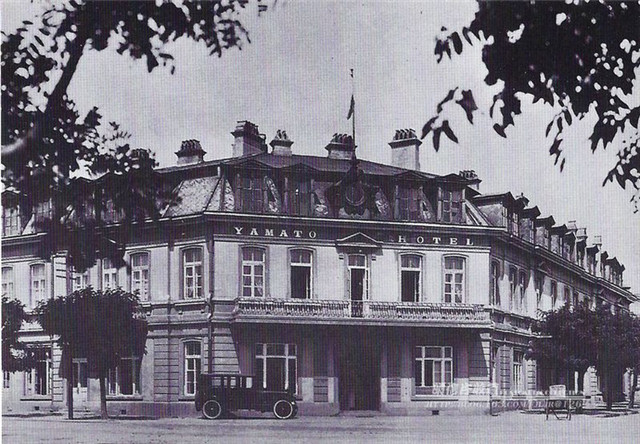
旅顺大和旅馆

旅顺大和旅馆旧址是一幢俄式二层楼房。占地面积1066平方米，建筑面积3796平方米。1977年整修后，外部原有建筑风格消失殆尽，内部基本未变。

## 保护
2014年10月，旅顺大和旅馆旧址公布为第九批辽宁省文物保护单位，编号9-176。